# Verwarnungsgeld

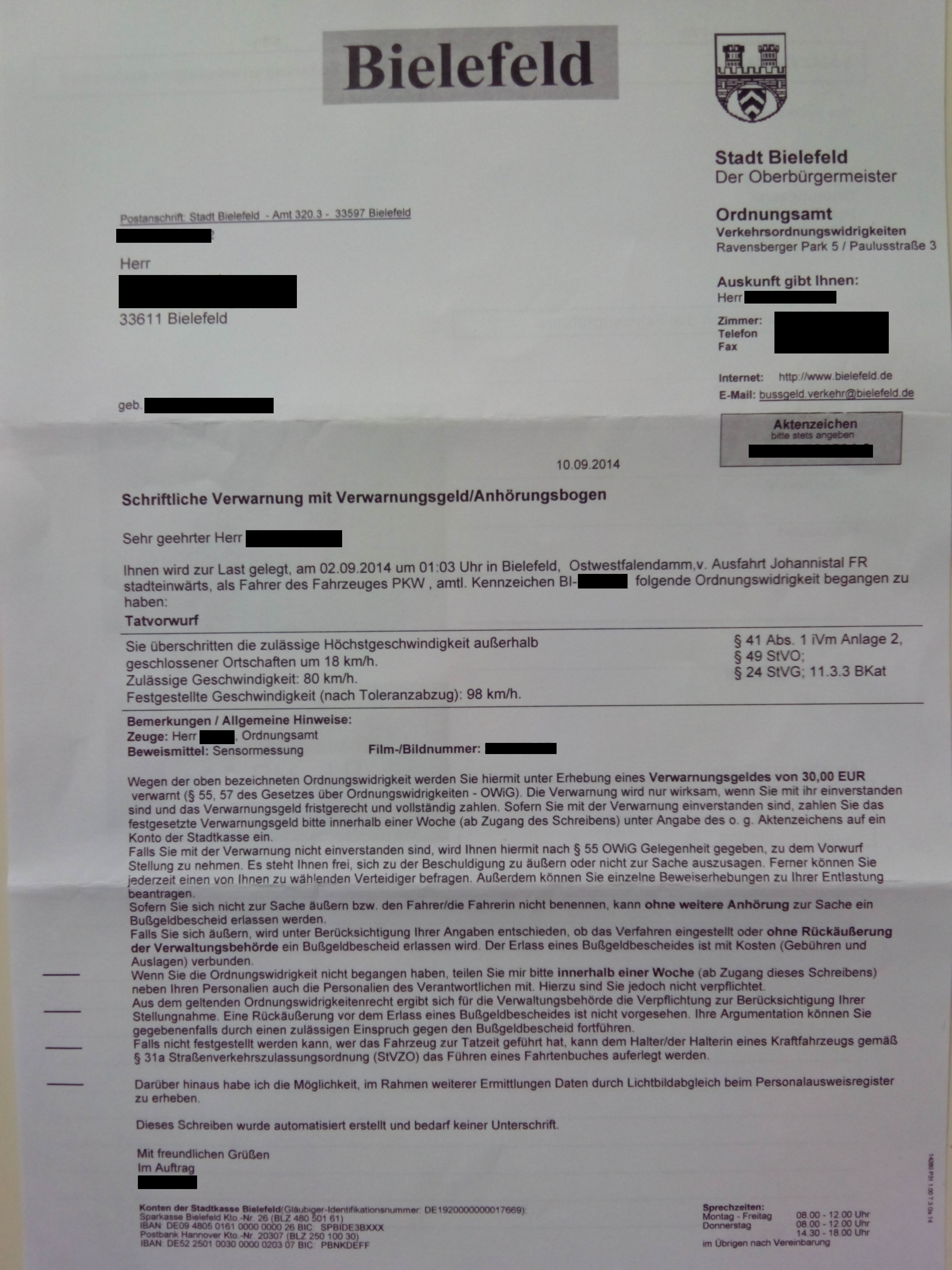
Ein Verwarnungsbescheid aus Bielefeld.

Ein Verwarnungsgeld kann bei geringfügigen Ordnungswidrigkeiten durch eine Verwaltungsbehörde von dem Betroffenen erhoben werden. Die Höhe des Verwarnungsgelds liegt gemäß § 56 des Gesetzes über Ordnungswidrigkeiten (OWiG) zwischen 5 und 55 Euro.
Die Regelsätze von Verwarnungsgeldern bei Verkehrsordnungswidrigkeiten sind in Deutschland in einem bundesweit einheitlichen Bußgeldkatalog festgelegt. Bei der Definition des Begriffes geringfügige Ordnungswidrigkeit hat die Behörde einen Beurteilungsspielraum im Sinne des Opportunitätsprinzips. Verwaltungskosten werden bei Verwarnungen, anders als bei Bußgeldern, nicht erhoben.
Verwarnungsgelder werden im Allgemeinen durch Bescheid erhoben. Gemäß § 56 Abs. 2 Satz 1 OWiG ist aber auch eine sofortige Erhebung, insbesondere bei Verkehrskontrollen durch die Polizei, in bar möglich; es sei denn, der Betroffene kann das Verwarnungsgeld nicht vor Ort bezahlen oder es ist höher als 10 Euro (§ 56 Abs. 2 Satz 2 OWiG).
Der Bürger akzeptiert einen Verwarnungsbescheid, indem er die Zahlung innerhalb von sieben Tagen nach Zugang der schriftlichen Verwarnung vornimmt. Danach ist das Verfahren erledigt und die Daten werden nach Ablauf der vorgeschriebenen Aufbewahrungsfristen gelöscht. Wenn ein Verwarnungsgeld bezahlt wurde, kann der Vorgang nicht erneut vorgeworfen werden. 
Nach § 55 OWiG ist auch eine Anhörung des Betroffenen möglich, der damit zu dem Vorwurf Stellung nehmen kann. Er muss davon keinen Gebrauch machen. Tut er dies und widerspricht der Verwarnung, etwa weil er in Bezug auf den vorgeworfenen Verkehrsverstoß nicht Fahrer des Kfz war, kann die Behörde ein Bußgeldverfahren einleiten, welches, falls die Verwaltungsbehörde der Einlassung nicht folgt und den Betroffenen weiter als Täter ansieht, mit zusätzlichen Kosten (ca. 28,50 EUR gem. § 107 Abs. 1, Abs. 3 Nr. 2 OWiG) verbunden ist. 
Verwarnungsgelder werden auch „Strafzettel“ genannt. Die nächsthöhere Stufe ist das Bußgeld. Im Strafrecht wird wiederum von einer Geldstrafe gesprochen.